# Namibianira dracohalitus
Namibianira dracohalitus är en kräftdjursart som beskrevs av Brian Frederick Kensley 1995. Namibianira dracohalitus ingår i släktet Namibianira och familjen Protojaniridae. Inga underarter finns listade i Catalogue of Life.